# Chinesische Esche
Die Chinesische Esche (Fraxinus chinensis) ist eine in China, in der Mongolei, Korea und Japan, im östlichsten Russland bis nach Thailand, Vietnam und Laos heimische Baumart aus der Gattung der Eschen.

## Beschreibung
Die Chinesische Esche ist ein laubwerfender Baum der bis über 20 Meter hoch wird. Der Stammdurchmesser erreicht über 50 Zentimeter. Die braune bis grau-braune Borke ist im Alter rissig bis schuppig.
Die gegenständigen, gestielten Laubblätter sind unpaarig gefiedert mit bis zu 9 Blättchen. Die mehr oder weniger gestielten, kahlen bis behaarten, leicht lederigen Blättchen sind spitz bis zugespitzt oder geschwänzt, manchmal bespitzt, verkehrt-eiförmig bis eiförmig, seltener elliptisch und gesägt, gekerbt bis fast ganzrandig.
Die Chinesische Esche ist zweihäusig diözisch. Es werden end- oder achselständige, reichblütige Rispen gebildet. Die unscheinbaren, meist eingeschlechtlichen, kleinen Blüten mit einfacher Blütenhülle sind ohne Kronblätter.
Es werden flache, einseitig geflügelte, bis 4 Zentimeter lange, spatelförmige Früchte am beständigen Kelch gebildet.
Die Chromosomenzahl beträgt 2n = 46.

## Verwendung
Die Chinesische Esche ist Wirtspflanze der chinesischen Wachsschildlaus (Ericerus pela), welche das Chinawachs produziert. Die Blätter und die Rinde (Cortex fraxini) werden medizinisch genutzt, wie auch die von Fraxinus stylosa, die ebenfalls aus China stammt.
Auch als Bonsai wird die  Chinesische Esche gerne verwendet.
Das mittelschwere Holz, es ist ähnlich wie normales Eschenholz, kann für verschiedene Anwendungen genutzt werden.